# Tim Flowers
Timothy David Flowers (Warwickshire, 1967. február 3. –) angol válogatott labdarúgó, edző.
Az angol labdarúgó-válogatott tagjaként részt vett az 1996-os labdarúgó-Európa-bajnokságon és az 1998-as labdarúgó-világbajnokságon.

## Sikerei, díjai
- Blackburn Rovers
  - Angol bajnok: 1994–95
- Leicester City
  - Angol ligakupa: 1999–2000